# Charlotte Wessels
Johanna Charlotte Wessels (Zwolle, 13 maggio 1987) è una cantautrice olandese, ex membro della symphonic metal band Delain.

## Biografia
Fin da giovane Charlotte venne istruita nel canto jazz e classico e nell'uso del clarinetto. È stata prima in una formazione in jazz, ma in seguito il suo istruttore le ha suggerito di passare al canto classico. Tuttavia, Charlotte ha dichiarato che trovava la formazione classica molto restrittiva, e iniziò ad interessarsi al gothic metal. Tale interesse la portò, nel 2004, a divenire la cantante del gruppo gothic metal To Elysium con cui rimase fino al loro scioglimento nel 2005. Poco dopo conobbe Martijn Westerholt ed entrò nei Delain, in sostituzione di Anne Invernizzi.
Nel 2015, insieme a Georg Neuhauser (Serenity) e Oliver Philipps (Everon, ex-Delain), fondò i Phantasma, progetto symphonic rock che debuttò quello stesso anno con l'album The Deviant Hearts, concept album composto da Neuhauser basato su un racconto omonimo scritto da Charlotte stessa.
Charlotte ha inoltre collaborato con numerosi altri artisti, tra cui Serenity, Knight Area, Nemesea, Kamelot, Dark Sarah e la DJ hardcore techno DaY-már, di cui è cugina.
A febbraio 2021, annuncia insieme agli altri membri di non far parte più dei Delain a causa di divergenze, lasciando il solo Martijn Westerholt come membro. Charlotte è stata la voce principale, l'autrice dei testi e la co-compositrice per 16 anni, dall'album di esordio Lucidity fino ad Apocalypse & Chill.
Nello stesso anno, annuncia la creazione di un profilo Patreon nel quale autoproduce e rilascia una canzone ogni mese per gli abbonati. Successivamente, raccoglie le canzoni più amate in due album, Tales from Six Feet Under e Tales from Six Feet Under vol. II. Tali album sono un misto tra alternative rock e sporadici riferimenti alla sua carriera metal.
A novembre 2022, prende parte nell'EP degli Epica The Alchemy Project, insieme a Myrkur nel brano Sirens - Of Blood and Water.
Ad aprile 2024, annuncia il suo ritorno nel metal con l'album The Obsession, pubblicato dalla Napalm Records il 20 settembre 2024. Nell'album figurano tutti gli ex-membri dei Delain, ad eccezione del tastierista e compositore principale Martijn Westerholt.
Il primo singolo estratto, The Exorcism, è stato pubblicato il 17 maggio 2024, a cui hanno fatto seguito i singoli Chasing Sunsets, Dopamine, realizzato in collaborazione con Simone Simons, The Crying Room e Ode to the West Wind che vede la collaborazione di Alissa White-Gluz.

## Discografia

### Con gli Infernorama
- 2005 – A Symphony for the Heartless

### Con i Delain

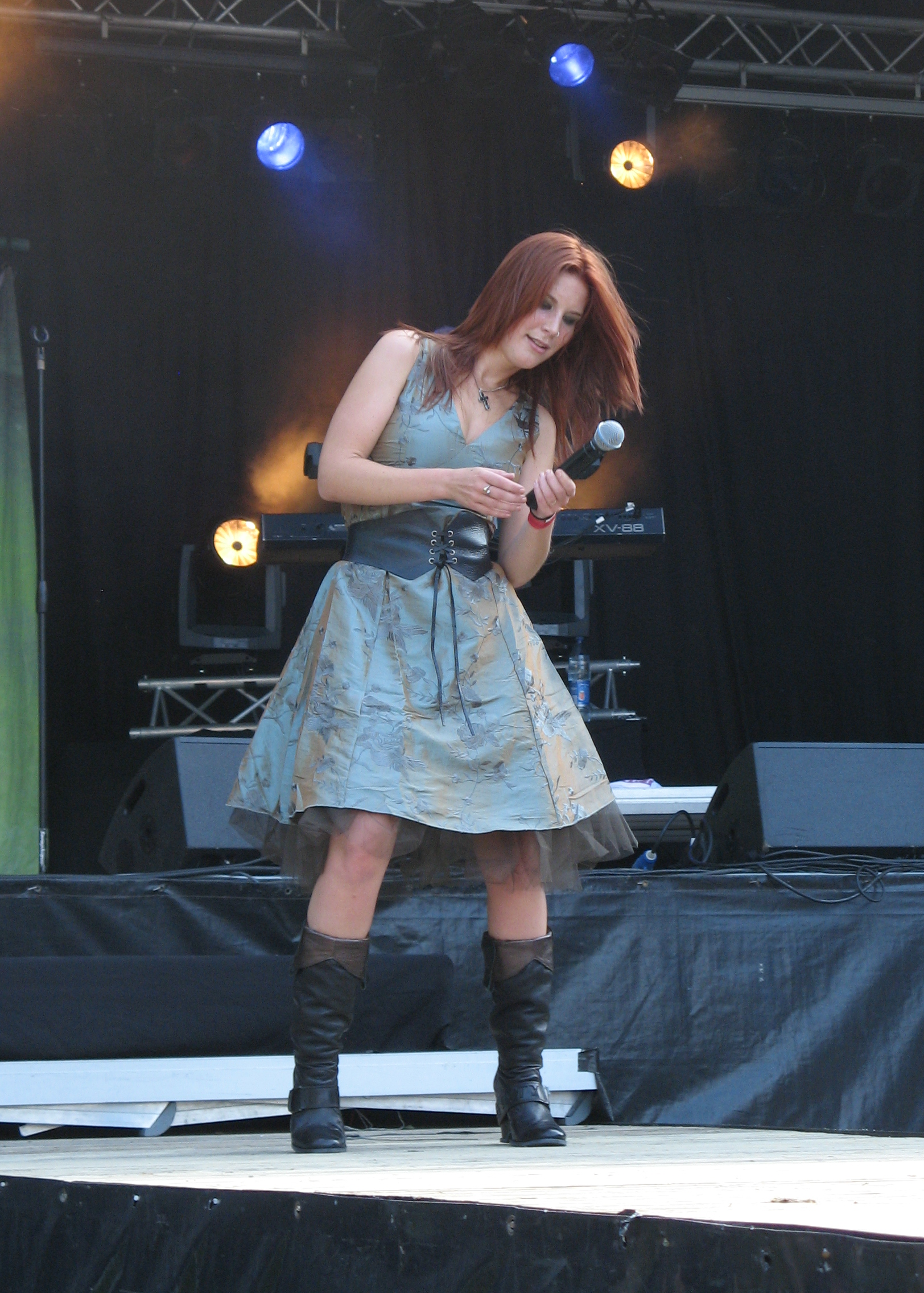
Charlotte Wessels con i Delain al Westerpop 2007

- 2006 – Lucidity
- 2009 – April Rain
- 2012 – We Are the Others
- 2014 – The Human Contradiction
- 2016 – Moonbathers
- 2020 – Apocalypse & Chill

### Con i Phantasma
- 2015 – The Deviant Hearts

### Solista
- 2021 – Tales from Six Feet Under
- 2022 – Tales from Six Feet Under, Vol. II
- 2024 – The Obsession

### Altre partecipazioni
- DaY-már – Embrace the Night (2006)
- Serenity – Death & Legacy (2011)
- Knight Area – Nine Paths (2011)
- Nemesea – The Quiet Resistance (2011)
- Karmaflow – The Rock Opera Videogame: The Original Soundtrack (2015)
- Kamelot – Haven (2015)
- Dark Sarah – The Puzzle (2016)